# 百間堀川
百間堀川（ひゃっけんぼりがわ）は、かつて大阪府大阪市西区を流れていた運河。

## 地理
百間堀川は、江戸堀川が木津川に合流する直前に南に向かって分流し、そこに阿波堀川から分かれた海部堀川が京町堀川に合流した直後、そろって当運河に合流。更に、阿波堀川、次いで阿波堀川から分かれた薩摩堀川も合流。そして、一番南側にある立売堀川が当運河に合流すると同時に当運河は木津川に合流する。長さは約721.5m、幅は約30m。名称は薩摩堀川合流点より下流左岸の百間町に由来する。百間堀川と木津川との間には江之子島があった。
江戸時代から1931年（昭和6年）まで、上流左岸の雑喉場町に大坂三大市場のひとつ「雑喉場魚市場」があり、百間堀川は別名、雑喉場川とも呼ばれた。

## 歴史
阿波堀川の開削以降、江戸時代に入り、次々と下船場には運河が開削されていったが、当運河はそれらの運河を木津川に流す為に掘られた。当初の長さは約569mだったが、右岸の江之子島に江之子島下ノ鼻新築地ができた1767年（明和4年）に約646mとなり、江之子島上ノ鼻新築地ができた1779年（安永8年）に約721.5mとなった。
大阪大空襲によって大量に出た瓦礫の処分や、戦災復興土地区画整理事業によって下船場の運河が次々に埋め立てられていってしまうと、当運河も当然のごとくその役目を終え、埋め立てられてしまった。
- 阿波堀川、1600年（慶長5年）開削。1956年（昭和31年） 埋立。
- 江戸堀川、1617年（元和3年）開削。1955年（昭和30年） 埋立。
- 京町堀川、1617年（元和3年）開削。1955年（昭和30年） 埋立。
- 海部堀川、1624年（寛永元年）開削。1951年（昭和26年） 埋立。
- 立売堀川、1626年（寛永3年）開削。1956年（昭和31年） 埋立。
- 薩摩堀川、1630年（寛永7年）開削。1951年（昭和26年） 埋立。

百間堀川は、
- 1600年（慶長5年） 開削。
- 1964年（昭和39年） 埋立。

なお、2011年（平成23年）まで百間堀川と立売堀川の木津川合流部は残存していたが、現在は埋め立てられて存在しない。

## 架かっていた橋
上流から
- 鷺島橋
- 雑喉場橋
- 江之子島橋 - 本町通
- 子島橋
- 江島橋